# Курило Святослав Михайлович
Курило Святослав Михайлович (1 серпня 1976) — український гідролог, кандидат географічних наук, доцент Київського національного університету імені Тараса Шевченка (в університеті працював до 2020 р.).Зараз викладає в Політехнічному ліцеї НТУУ «КПІ»

## Біографія
Народився 1 серпня 1976 року в місті Київ. Закінчив у 1998 році географічний факультет Київського університету зі спеціальності «гідрологія і гідрохімія», у 2002 році асп-ру кафедри гідрології та гідроекології Київського університету. З 1998 року працював молодшим науковим співробітником в Інституті геологічних наук НАН України. Кандидатська дисертація «Оцінка міграції стронцію-90 в природних водах зони відчуження Чорнобильської АЕС (на прикладі експериментального водозбору річки Борщі)» захищена у 2002 році.
У 2002 році став працювати асистентом кафедри гідрології та гідроекології Київського університету, з 2008 року доцент.
З 2024 працює в ліцеї "КПІ" м. Києва вчителем географії.

## Наукові праці
Наукові інтереси: дослідження трансформацій хімічного складу поверхневих вод, радіоекологічні дослідження. Автор понад 20 наукових праць. Основні праці:
1. Загальна гідрологія: Підручник. — К., 2008 (у співавторстві)
2. Оцінка впливу заболочених ділянок на формування міграції стронцію-90 в межах малого водозбору. // Гідрологія, гідрохімія і гідроекологія, 2004. Том 3.
3. Хільчевський В.К., Осадчий В.І., Курило С.М. Основи гідрохімії. - К.: Ніка-Центр, 2012. - 312 с.